# Cambio de piel (álbum de Plan 4)
Cambio de piel es el primer álbum de estudio de la banda de groove metal Plan 4. Fue grabado, mezclado y masterizado en los estudios Abismo y fue editado en el mes de agosto de 2005. Contó con la coproducción de los sellos “Heaven Records” y “Días de Garage”. 

## Canciones
1. Latidos
2. Entre La Vida Y La Muerte
3. Alma, Cuerpo Y Mente
4. Destino
5. Nuevo Amanecer
6. Reacción En Cadena
7. Donde Estés
8. El Principio O El Fin
9. Cambio Mi Piel
10. La Fuerza
11. Libre
12. Semillas
13. Pppp
14. Basta, Se Acabó!

- Datos: Q5741824